# Dåseåbner
En dåseåbner er et redskab med hvilket man kan åbne en konservesdåse. Åbningen af dåsen sker langs indersiden af dåsens overkant, idet man begynder et tilfældigt sted og derefter fører dåseåbneren rundt langs kanten. Dåseåbnerens knivblad skærer sig igennem dåsens metallåg, som derved stykke for stykke åbnes eller frigøres. Processen sluttes ofte lige inden, at man er nået hele vejen rundt, idet man udnytter det sidste, uopskårne stykke til at bøje dåselåget opad.

## Dåseåbnerudgaver
Den typiske dåseåbner, der anvendes i Danmark, består af et jernstykke med fold, idet den ene, bredere del udgør dåseåbnerens håndtag, med hvilket dåseåbneren håndteres, den anden, korte del udgør skærejernet. En kendt dåseåbner af denne type i rustfrit stål (med øgenavnet "hajfinnen") er designet af danskeren Jens H. Quistgaard i 1950 til Raadvad.
I USA er denne dåseåbner, kendt som militærets P-38 model, der fulgte med til feltrationspakkerne. Denne har dog en hængslet kniv, så den kan foldes sammes og opbevares i en lomme eller i kæden sammen med personens Dog tag (Militært ID-skilt). Denne type har også været udleveret af det danske forsvar.
En anden dåseåbner kendes fra schweizerknive. Det korte, udfoldelige knivblad har et indhak, der tillader knivbladet at gribe fat i den øverste dåsekants underrand, mens den forreste del med det egentlige knivblad ovenfra presses nedad langs dåsekantens inderside. Knivbladet er ikke så stort som på en rigtig dåseåbner, så åbningsprocessen er mere tidkrævende.
En tredje type består af bevægelige dele, der drejes rundt ved hjælp af en vinge.
Tupperware har desuden lavet en dåseåbner, lidt ligesom type 3, hvor der dog ikke bliver skåret i dåsens metal.
I stedet bliver den samling, som dåsens låg er lukket med, åbnet således at dåsens låg nemt og uden skarpe kanter kan fjernes.
Nogle dåser er indrettet med 'indbygget' åbner, enten i form af en flig, der vrides ned i dåsens top (sodavands- og øl-dåser) eller med indfræsede riller i metallet, således at man med en medfølgende nøgle kan vride/rulle låget eller blot en stribe langs dåsens overkant af dåsen.

## Historisk
Dåseåbneren først blev opfundet 48 år senere end konservesdåsen – i 1858. Indtil 1858 blev der blev anvendt bajonetter, lommeknive og hammer og mejsel til at åbne konservesdåser.
- Dåseåbner model P-38, udviklet omkring WWII
- Schweizerkniv (dåseåbneren er længst til højre)
- Vinge-dåseåbner
- Elektrisk dåseåbner
- Dåse med 'indbygget' åbner